# Halve Maen (schip, 1608)

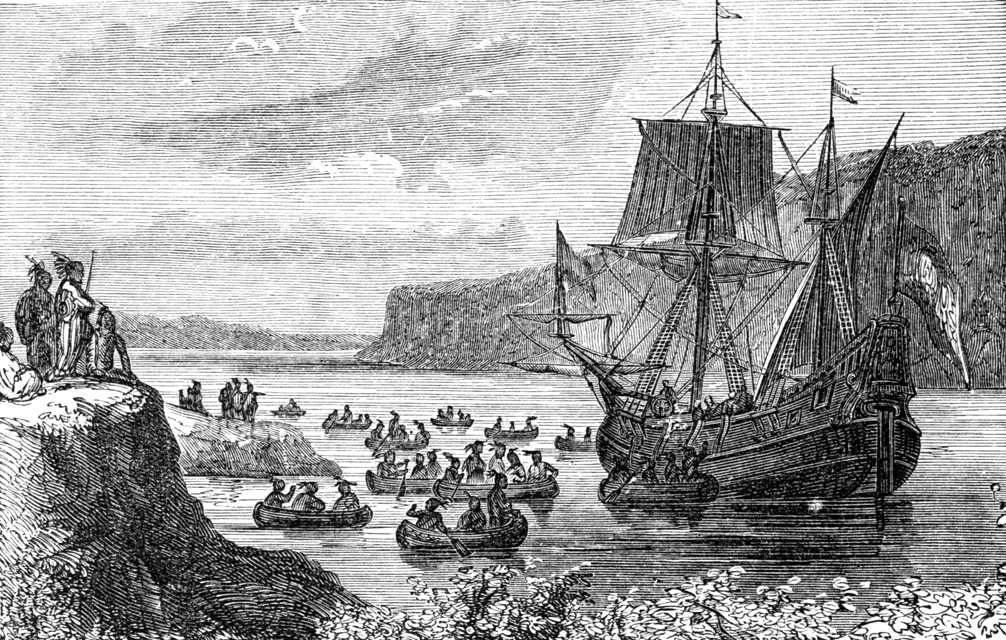
Halve Maen in Hudson

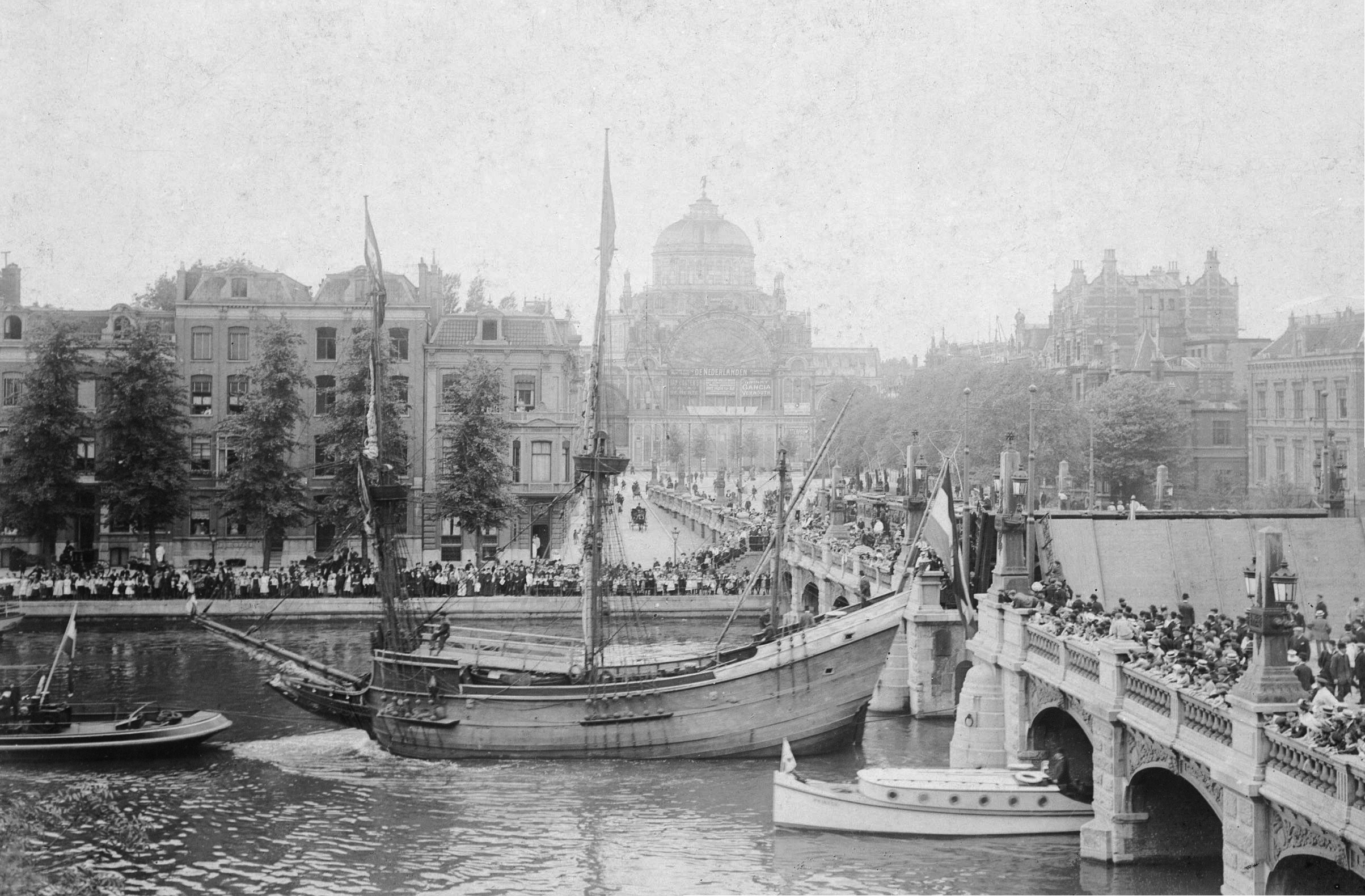
Het vertrek in 1909 van de replica van de Halve Maen naar Amerika trok veel bekijks in Amsterdam.

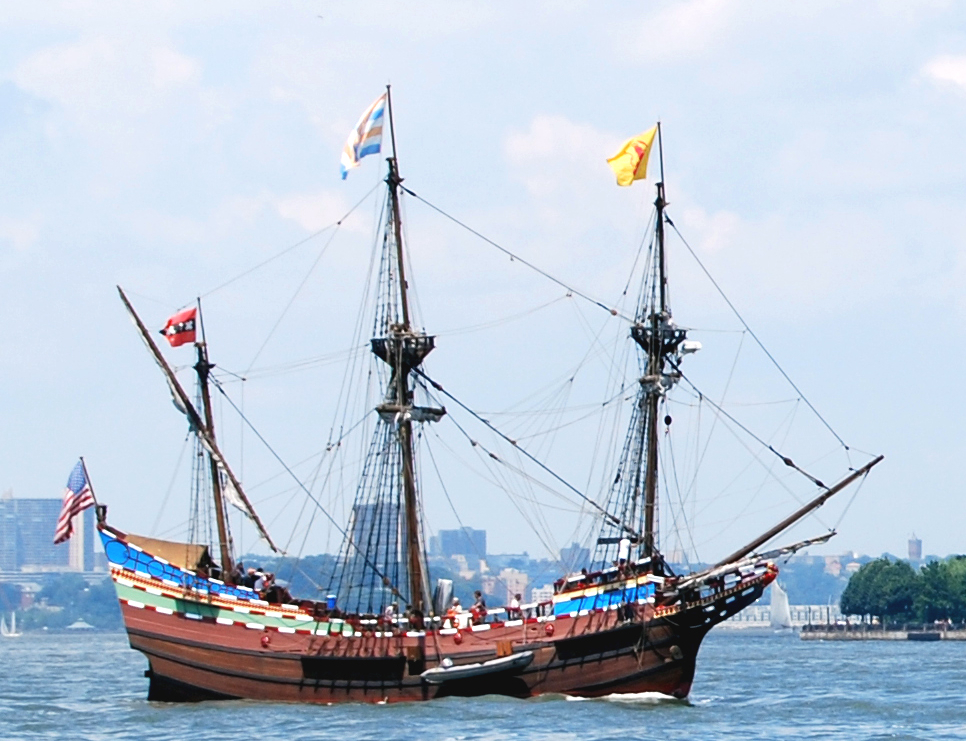
De replica van de Halve Maen, ter hoogte van Manhattan.

De Halve Maen was een Nederlands schip van de Vereenigde Oostindische Compagnie (VOC) dat, onder leiding van de Engelse kapitein Henry Hudson, in september 1609 de baai van de Hudson bij de nog te stichten stad New York binnenvoer. Er was destijds nog geen koloniale nederzetting. Wel woonden er volgens het eerste gedocumenteerde Europese bezoek aan het gebied van Giovanni da Verrazzano in 1524 duizenden mensen van de Lenni-Lenape. Nieuw-Amsterdam moest nog gesticht worden, dat later zou worden omgedoopt in New York.

## Geschiedenis
De Halve Maen had een lengte van 21 meter en was vanaf 1609 in gebruik bij de VOC. Op 6 april voer het schip, met Hudson – een Engelsman in dienst van de Republiek – als kapitein, vanaf Texel uit met als opdracht via Nova Zembla een doorgang naar Indië te vinden. Hudson negeerde zijn contract echter en besloot om een westelijke doorgang te zoeken. Via de Faeröer, Newfoundland en Nova Scotia kwam het schip uiteindelijk op 11 september 1609 bij het latere Nieuw-Nederland aan. Het schip voer vervolgens de later naar hem vernoemde Hudsonrivier in, maar keerde om bij Albany omdat de rivier er te ondiep en te smal werd. Het schip voer over de Atlantische Oceaan terug naar Engeland, waar het de haven van Dartmouth bereikte.
Eind 1618 brandde het schip uit bij een Engelse aanval op Batavia, het huidige Jakarta.

## Replica's

### Hudson-Fulton celebration
In 1909 werd onder leiding van Ir. E.J. Benthem een replica van de Halve Maen gebouwd op de marinewerf. Dit schip werd aangeboden aan Amerika voor de Hudson-Fulton celebration in 1909. De replica kwam uiteindelijk in een park te liggen en is in 1934 uitgebrand.

### Halve Maen (1989)
In 1989 heeft de New Netherland Museum in Albany een replica gebouwd. Deze voer tot 2015 op de Hudson voor scholen, en werd in 2015 naar Nederland vervoerd waar het schip als museumschip werd ingezet, tot 2020 in Hoorn, daarna in Edam-Volendam. Sinds 2 april 2023 ligt het schip in de oude haven van Enkhuizen. Sinds de Editie 2024 van Sail Kampen, in het Paasweekend ligt ze op de Koggewerf, net ten noorden van de Binnenstad van Kampen.

## Culturele verwijzingen

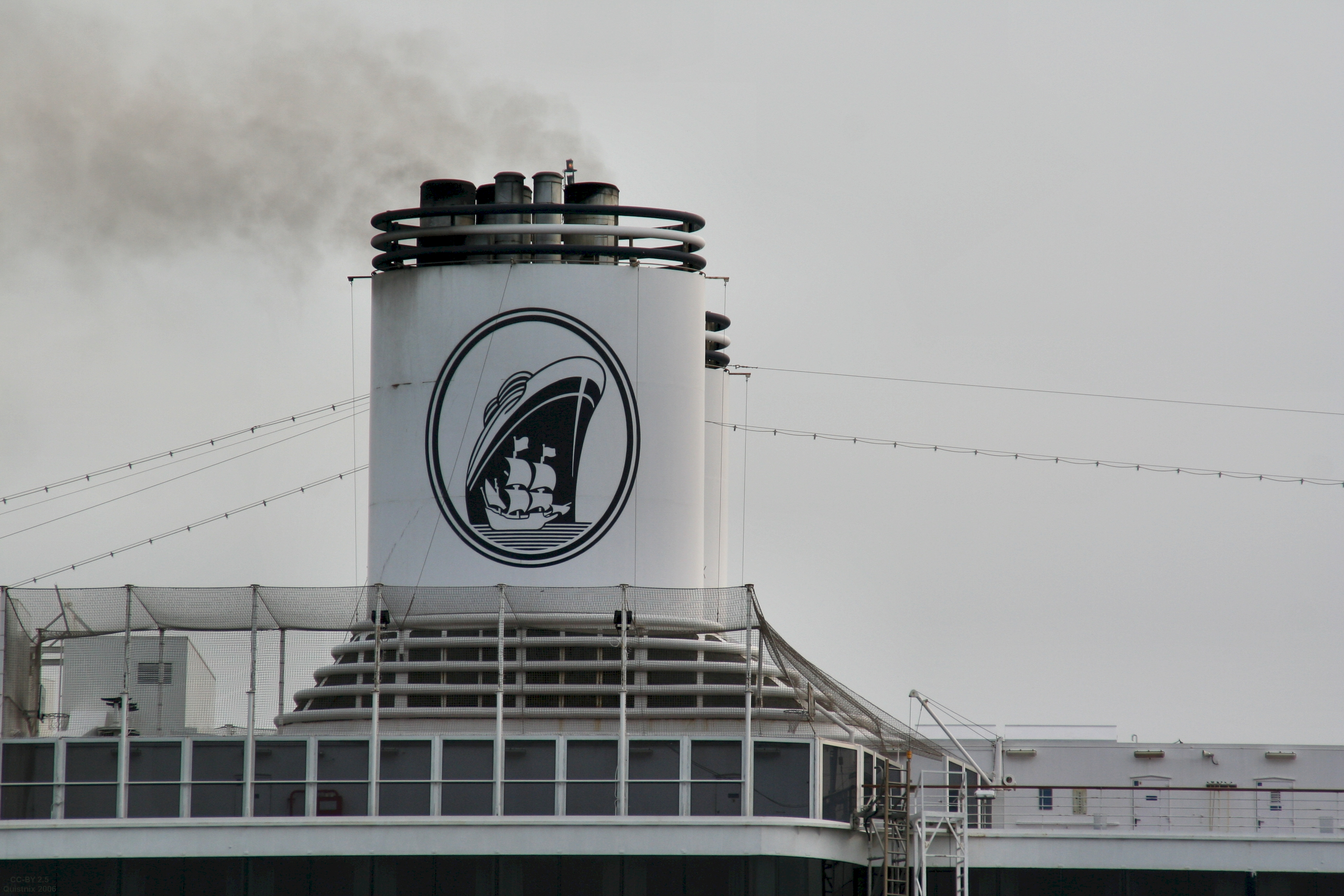
Halve Maen afgebeeld in het logo op de Ms Rotterdam

- De bemanningsleden van het schip spelen een rol in het verhaal Rip van Winkle.
- Een silhouet van het schip siert sinds 1936 het beeldmerk van de Holland-Amerika Lijn.[1]
- De in 1982 opgeleverde attractie Halve Maen in het attractiepark de Efteling in Kaatsheuvel is gebaseerd op het schip.
- In 2005 werd een rondvaartboot in Dordrecht in de Hollandse Biesbosch (op zonnecellen) met deze naam opgeleverd.

Aagtekerke · Akerendam · Amsterdam · Arnhem · Batavia · Bleijenburg · Concordia · De Dry Heuvels · De Dry Papegaijtiens · Dromedaris · Duyfken · Eendracht · Eendraght · Fortuyn · Geldermalsen · Gouden Buys · Goudriaan · 't Gulden Zeepaert · Halve Maen · Hof van Zeelandt · Hollandia · Landskroon · Leeuwin · Magdalena · Mauritius · Meermin · Midloo · Negotie · Nieuw Hoorn · Nieuwvliet · Nijenburg · Oude Zijpe (1711) · Oude Zijpe (1740) · Prins Willem · Rarop · Ravenstein · Ridderschap van Holland · Saerdam · Schiedam · Valkenbos · Vergulde Draeck · 't Vliegend Hert · Voetboog · Wapen van Amsterdam · 't Wapen van Hoorn · Westerbeek · Wimmenum · Zuytdorp · Zeewijk